# The 100 Greatest Artists of All Time
The 100 Greatest Artists of All Time är namnet på den lista över de bästa artisterna genom tiderna, som musiktidningen Rolling Stone sammanställde 2004, och uppdaterade igen 2011.
Listan togs fram genom att 55 inbjudna musiker, låtskrivare och branschfolk röstade fram vilka artister de tyckte betytt mest för både dem och för dagens musik.
Till varje artist på listan hör även en liten artikel, skriven av en välkänd artist eller producent.

## Topp 20

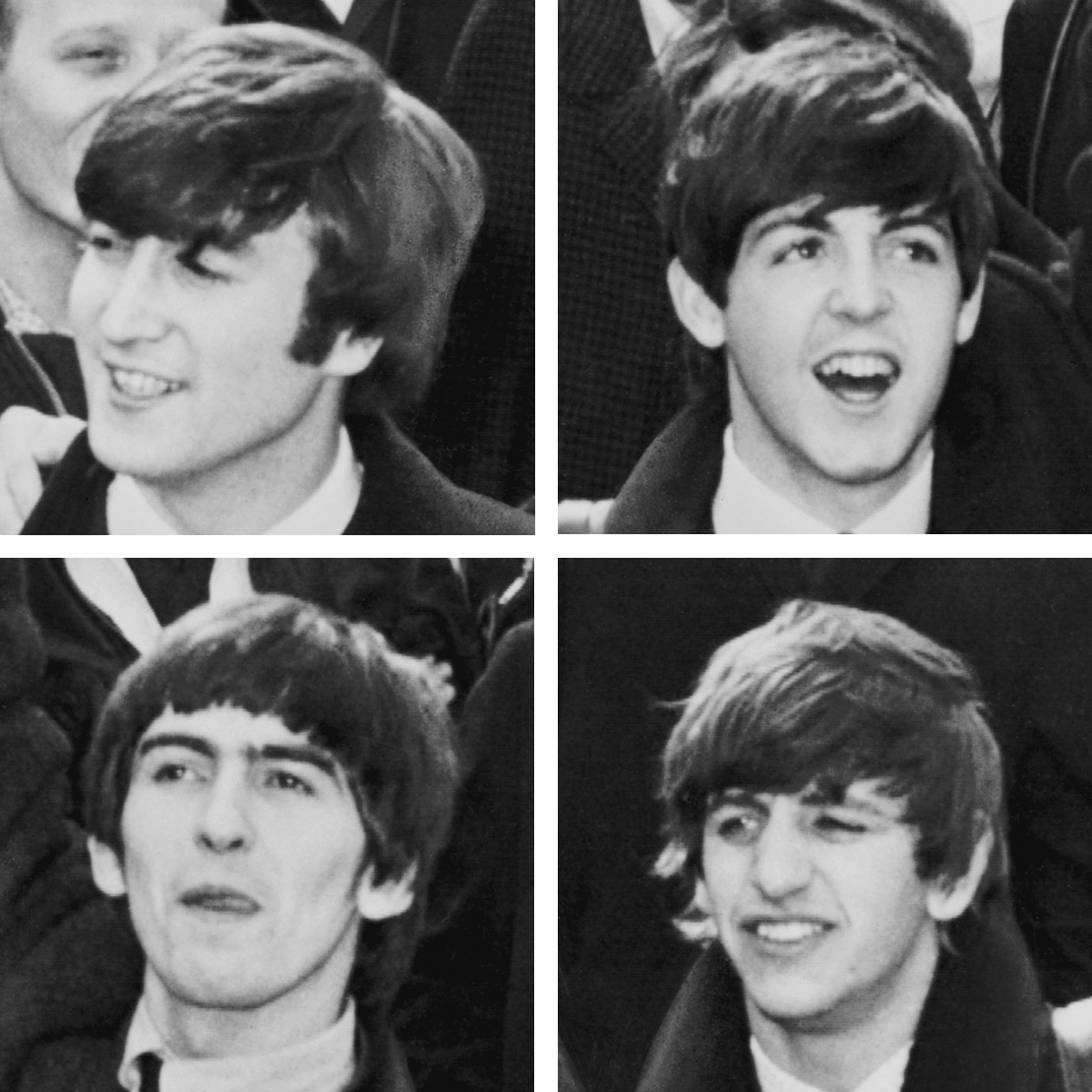
The Beatles

De tjugo högst placerade artisterna på listan är:
1. The Beatles
2. Bob Dylan
3. Elvis Presley
4. The Rolling Stones
5. Chuck Berry
6. Jimi Hendrix
7. James Brown
8. Little Richard
9. Aretha Franklin
10. Ray Charles
11. Bob Marley
12. The Beach Boys
13. Buddy Holly
14. Led Zeppelin
15. Stevie Wonder
16. Sam Cooke
17. Muddy Waters
18. Marvin Gaye
19. The Velvet Underground
20. Bo Diddley